# Congregazione per l'evangelizzazione dei popoli
La Congregazione per l'evangelizzazione dei popoli (in latino Congregatio pro gentium evangelizatione) è stata una delle Congregazioni della Curia romana.

## Storia
Le sue funzioni, in origine, erano attribuite alla Congregatio de Propaganda Fide, istituita il 22 luglio 1622 da papa Gregorio XV con la costituzione Inscrutabili divinae providentiae, che esercitava anche le funzioni poi attribuite alla Congregazione per le Chiese orientali. Quest'ultima ne venne separata il 1º maggio 1917; il 15 agosto 1967, con la bolla di Paolo VI Immortalis Dei, ha assunto la denominazione di "Congregazione per l'evangelizzazione dei popoli". 
La Congregazione è stata soppressa il 5 giugno 2022, con l'entrata in vigore della costituzione apostolica Praedicate evangelium e le sue competenze sono state assegnate al nuovo Dicastero per l'evangelizzazione.
Dalla congregazione dipendeva l'attuale Pontificia Università Urbaniana, nata nel Seicento come collegio Urbano di Propaganda Fide.

## Funzioni
È il dicastero che ha competenza per tutto quello che riguarda l'attività missionaria: dirige e coordina l'opera di evangelizzazione dei popoli. Per i suoi ampi poteri (per i territori di missione le sono attribuite anche molte funzioni normalmente esercitate da altri dicasteri) il prefetto della congregazione è anche definito Papa rosso.
Le competenze della Congregazione sono state ridefinite sotto il pontificato di papa Giovanni Paolo II con la costituzione apostolica Pastor Bonus, del 28 giugno 1988.

Delegazione cinese a Palazzo di Propaganda Fide nel 1932

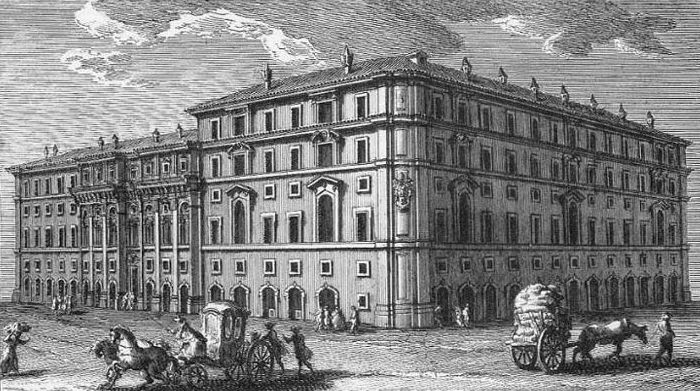
La sede della Congregazione de Propaganda fide a Roma

Benedizione della cappella del Collegio Urbano De Propaganda Fide al Gianicolo, Roma, 1933

Il palazzo di Propaganda Fide, due vedute accorpate in una cartolina d'epoca

## Cronotassi

### Prefetti
- Cardinale Antonio Maria Sauli † (22 giugno 1622 - 12 novembre 1622 ritirato)
- Cardinale Ludovico Ludovisi † (12 novembre 1622 - 18 novembre 1632 deceduto)
- Cardinale Antonio Barberini † (1º dicembre 1632 - 3 agosto 1671 deceduto)
- Cardinale Paluzzo Paluzzi Altieri degli Albertoni † (2 agosto 1671 - 29 giugno 1698 deceduto)
- Cardinale Carlo Barberini † (17 luglio 1698 - 2 ottobre 1704 deceduto)
- Cardinale Giuseppe Sacripante † (9 dicembre 1704 - 4 gennaio 1727 deceduto)
- Cardinale Vincenzo Petra † (10 gennaio 1727 - 21 marzo 1747 deceduto)
- Cardinale Silvio Valenti Gonzaga † (27 marzo 1747 - 28 agosto 1756 deceduto)
- Cardinale Giuseppe Spinelli † (11 settembre 1756 - 12 aprile 1763 deceduto)
- Cardinale Giuseppe Maria Castelli † (26 aprile 1763 - 9 aprile 1780 deceduto)
- Cardinale Leonardo Antonelli (2 maggio 1780 - 25 giugno 1784 ritirato)
- Cardinale Giacinto Sigismondo Gerdil, B. † (27 febbraio 1795 - 12 agosto 1802 deceduto)
  - Cardinale Stefano Borgia † (25 maggio 1798 - 27 settembre 1800 dimesso) (pro-prefetto)
- Cardinale Stefano Borgia † (16 agosto 1802 - 23 novembre 1804 deceduto)
  - Cardinale Antonio Dugnani † (31 ottobre 1804 - 16 maggio 1805 dimesso) (pro-prefetto)
  - Cardinale Michele Di Pietro † (24 maggio 1805 - 20 maggio 1814 nominato Penitenziere maggiore) (pro-prefetto)
- Cardinale Lorenzo Litta † (20 maggio 1814 - 28 settembre 1818 nominato officiale della Curia romana)
- Cardinale Francesco Fontana, B. † (24 settembre 1818 - 19 marzo 1822 deceduto)
- Cardinale Giovanni Battista Quarantotti † (10 maggio 1820 - 15 settembre 1820 deceduto)
  - Cardinale Ercole Consalvi † (13 gennaio 1822 - 13 gennaio 1824 deceduto) (pro-prefetto)
  - Cardinale Giulio Maria della Somaglia † (23 gennaio 1824 - 1º ottobre 1826 nominato archivista e bibliotecario di Santa Romana Chiesa) (pro-prefetto)
- Cardinale Mauro Cappellari, O.S.B.Cam. † (1º ottobre 1826 - 2 febbraio 1831 eletto papa con il nome di Gregorio XVI)
- Cardinale Carlo Maria Pedicini † (4 febbraio 1831 - 1º gennaio 1834 nominato prefetto per i riti)
- Cardinale Giacomo Filippo Fransoni † (21 novembre 1834 - 20 aprile 1856 deceduto)
- Cardinale Alessandro Barnabò † (20 giugno 1856 - 13 marzo 1874 nominato officiale della Curia romana)
- Cardinale Alessandro Franchi † (10 marzo 1874 - 5 marzo 1878 nominato segretario di Stato)
- Cardinale Giovanni Simeoni † (5 marzo 1878 - 1º gennaio 1892 nominato officiale della Curia romana)
- Cardinale Mieczysław Halka Ledóchowski † (26 gennaio 1892 - 22 luglio 1902 deceduto)
- Cardinale Girolamo Maria Gotti, O.C.D. † (29 luglio 1902 - 19 marzo 1916 deceduto)
  - Cardinale Domenico Serafini, Cong. Subl. O.S.B. † (26 febbraio 1916 - 24 marzo 1916 nominato prefetto del medesimo dicastero) (pro-prefetto)
- Cardinale Domenico Serafini, O.S.B. † (24 marzo 1916 - 5 marzo 1918 deceduto)
- Cardinale Willem Marinus van Rossum, C.SS.R. † (12 marzo 1918 - 30 agosto 1932 deceduto)
- Cardinale Pietro Fumasoni Biondi † (16 marzo 1933 - 12 luglio 1960 deceduto)
  - Cardinale Samuel Alphonsius Stritch † (1º marzo 1958 - 27 maggio 1958 deceduto) (pro-prefetto)
  - Cardinale Krikor Bedros XV Aghagianian † (18 giugno 1958 - 18 luglio 1960 nominato prefetto del medesimo dicastero) (pro-prefetto)
- Cardinale Krikor Bedros XV Aghagianian † (18 luglio 1960 - 19 ottobre 1970 ritirato)
- Cardinale Agnelo Rossi † (22 ottobre 1970 - 8 aprile 1984 nominato presidente dell'Amministrazione del patrimonio della Sede Apostolica)
  - Arcivescovo Dermot Ryan † (8 aprile 1984 - 21 febbraio 1985 deceduto) (pro-prefetto)
  - Arcivescovo Jozef Tomko † (24 aprile 1985 - 27 maggio 1985 nominato prefetto del medesimo dicastero) (pro-prefetto)
- Cardinale Jozef Tomko † (27 maggio 1985 - 9 aprile 2001 ritirato)
- Cardinale Crescenzio Sepe (9 aprile 2001 - 20 maggio 2006 nominato arcivescovo di Napoli)
- Cardinale Ivan Dias † (20 maggio 2006 - 10 maggio 2011 ritirato)
- Cardinale Fernando Filoni (10 maggio 2011 - 8 dicembre 2019 nominato gran maestro dell'Ordine equestre del Santo Sepolcro di Gerusalemme)
- Cardinale Luis Antonio Tagle (8 dicembre 2019 - 5 giugno 2022 cessato)

### Prefetti dell'Economia
- Cardinale Carlo della Torre di Rezzonico † (17 dicembre 1740 - 11 marzo 1743 nominato vescovo di Padova)
- Cardinale Prospero Colonna di Sciarra † (1º gennaio 1744 - 1º marzo 1763 dimesso)
- Cardinale Giovanni Francesco Stoppani † (1º marzo 1763 - 18 novembre 1774 deceduto)
- Cardinale Simone Buonaccorsi † (18 novembre 1774 - 27 aprile 1776 deceduto)
- Cardinale Antonio Eugenio Visconti † (27 aprile 1776 - 4 marzo 1788 deceduto)
- Cardinale Luigi Valenti Gonzaga † (4 marzo 1788 - 1º gennaio 1801 dimesso)
- Cardinale Giovanni Rinuccini † (1º gennaio - 28 dicembre 1801 deceduto)
- Cardinale Romoaldo Braschi-Onesti † (30 dicembre 1801 - 30 aprile 1817 deceduto)
- Cardinale Giovanni Filippo Gallarati Scotti † (30 aprile 1817 - 6 ottobre 1819 deceduto)
- Cardinale Luigi Ercolani † (10 ottobre 1819 - 10 dicembre 1825 deceduto)
- Cardinale Tommaso Riario Sforza † (1º ottobre 1826 - 10 agosto 1830 dimesso)
- Cardinale Giacomo Filippo Fransoni † (10 agosto 1830 - 21 novembre 1834 nominato prefetto della Congregazione di Propaganda Fide)
- Cardinale Mario Mattei † (21 novembre 1834 - 11 marzo 1843 nominato arciprete della Basilica di San Pietro in Vaticano)
- Cardinale Francesco Saverio Massimo † (11 marzo - 14 novembre 1843 nominato legato apostolico di Ravenna)
- Cardinale Luigi Amat di San Filippo e Sorso † (26 dicembre 1843 - 22 dicembre 1846 nominato legato apostolico di Bologna)
- Cardinale Lorenzo Simonetti † (22 dicembre 1846 - 18 marzo 1852 nominato segretario dei Memoriali)
- Cardinale Pietro Marini † (18 marzo 1852 - 3 febbraio 1858 nominato prefetto del Supremo tribunale della Segnatura apostolica)
- Cardinale Prospero Caterini † (5 marzo 1858 - 26 settembre 1860 nominato prefetto della Congregazione del Concilio)
- Cardinale Teodolfo Mertel † (26 settembre 1860 - 26 agosto 1863 nominato prefetto del Supremo tribunale della Segnatura apostolica)
- Cardinale Carlo Sacconi † (29 agosto 1863 - 20 dicembre 1867 nominato prefetto del Supremo tribunale della Segnatura apostolica)
- Cardinale Domenico Consolini † (20 dicembre 1867 - 26 marzo 1877 dimesso)
- Cardinale Lorenzo Nina † (26 marzo 1877 - 9 agosto 1878 nominato segretario di Stato)
- Cardinale Enea Sbarretti † (13 agosto 1878 - 1º maggio 1884 deceduto)
- Cardinale Lorenzo Ilarione Randi † (10 maggio 1884 - 20 dicembre 1887 deceduto)
- Cardinale Gaetano Aloisi Masella † (13 febbraio 1888 - 3 ottobre 1889 nominato prefetto della Congregazione dei Riti)
- Cardinale Gaetano de Ruggiero † (3 ottobre 1889 - 9 ottobre 1896 deceduto)
- Cardinale Vincenzo Vannutelli † (9 ottobre 1896 - 30 luglio 1902 nominato prefetto della Congregazione del Concilio)
- Cardinale Francesco Salesio Della Volpe † (4 luglio 1903 - 20 ottobre 1908 incarico soppresso)

### Segretari
- Monsignore Francesco Ingoli (22 giugno 1622 - 24 aprile 1649 deceduto)
- Monsignore Dionisio Massari (30 agosto 1649 - aprile 1657 dimesso)
- Cardinale Mario Alberizzi (7 maggio 1657 - 1º agosto 1664 nominato segretario della Congregazione dei vescovi e regolari)
- Cardinale Federico Baldeschi Colonna (7 maggio 1668 - 22 marzo 1673 nominato assessore della Congregazione della romana e universale inquisizione)
- Vescovo Francesco Ravizza (23 marzo 1673 - 22 maggio 1675 deceduto)
- Monsignore Urbano Cerri (maggio 1675 - agosto 1679 deceduto)
- Patriarca Odoardo Cibo (gennaio 1680 - agosto 1695 dimesso)
- Cardinale Carlo Agostino Fabroni (16 settembre 1695 - 17 maggio 1706 nominato cardinale presbitero di Sant'Agostino)
- Cardinale Antonio Bancheri (17 maggio 1706 - 12 aprile 1707 dimesso)
- Arcivescovo Silvio de' Cavalieri (12 aprile 1707 - 11 gennaio 1717 deceduto)
- Cardinale Pier Luigi Carafa (12 aprile 1717 - 20 novembre 1724 nominato segretario della Congregazione dei vescovi e regolari)
- Cardinale Bartolomeo Ruspoli (20 novembre 1724 - 1º gennaio 1728 dimesso)
- Monisgnore Niccolò Forteguerri (luglio 1730 - 7 febbraio 1735 deceduto)
- Cardinale Filippo Maria de Monti (18 febbraio 1735 - 9 settembre 1743 nominato cardinale presbitero di Sant'Agnese fuori le mura) con Alessandro Tanara
- Cardinale Niccolò Maria Lercari (9 settembre 1743 - 21 marzo 1757 deceduto)
- Monsignore Nicolò Maria Antonelli (21 marzo 1757 - 24 settembre 1759 creato cardinale)
- Monsignore Mario Compagnoni Marefoschi (24 settembre 1759 - 10 settembre 1770)
- Monsignore Stefano Borgia (10 settembre 1770 - 30 marzo 1789 creato cardinale)
- Arcivescovo Antonio Felice Zondadari (30 marzo 1789 - 1º giugno 1795 nominato arcivescovo di Siena)
- Arcivescovo Cesare Brancadoro (7 giugno 1797 - 11 agosto 1800 nominato vescovo di Orvieto)
- Monsignore Domenico Coppola (1801-1807)
- Monsignore Giovanni Battista Quarantotti (1808 - 8 marzo 1816)
- Monsignore Carlo Maria Pedicini (22 luglio 1816 - 10 marzo 1823 creato cardinale)
- Arcivescovo Pietro Caprano (10 marzo 1823 - 15 dicembre 1828 dimesso)
- Monsignore Castruccio Castracane degli Antelminelli (15 dicembre 1828 - 15 aprile 1833 creato cardinale)
- Monsignore Angelo Mai (15 aprile 1833 - 12 febbraio 1838 creato cardinale)
- Arcivescovo Ignazio Giovanni Cadolini (12 febbraio 1838 - 30 gennaio 1843 nominato arcivescovo metropolita di Ferrara)
- Arcivescovo Giovanni Brunelli (24 gennaio 1843 - 13 aprile 1847 nominato delegato apostolico in Spagna)
  - Monsignore Alessandro Barnabò (12 luglio 1847 - 13 agosto 1848 nominato segretario) (pro-segretario)
- Monsignore Alessandro Barnabò (13 agosto 1848 - 16 giugno 1856 creato cardinale)
- Arcivescovo Gaetano Bedini (20 giugno 1856 - 18 marzo 1861 nominato vescovo di Viterbo e Tuscania)
- Monsignore Annibale Capalti (30 marzo 1861 - 13 marzo 1868)
- Monsignore Giovanni Simeoni (13 marzo 1868 - 4 aprile 1875 nominato nunzio apostolico in Spagna)
- Monsignore Giovanni Battista Agnozzi (prima del 1878[3] - settembre 1879 nominato segretario della Congregazione dei vescovi e regolari[4])
- Monsignore Ignazio Masotti (26 settembre 1879 - 30 marzo 1882 dimesso)
- Arcivescovo Domenico Maria Jacobini (30 marzo 1882 - 16 giugno 1891 nominato nunzio apostolico in Portogallo)
- Arcivescovo Ignazio Persico (16 giugno 1891 - 30 maggio 1893) con Andrea Aiuti
  - Arcivescovo Agostino Ciasca (19 settembre 1892 - 4 luglio 1893 nominato segretario) (pro-segretario)
- Cardinale Agostino Ciasca (4 luglio 1893 - 6 febbraio 1902 deceduto)
- Luigi Veccia (1899[5]-1906)
- Monsignore Camillo Laurenti (12 agosto 1911 - 13 giugno 1921 creato cardinale)
- Arcivescovo Pietro Fumasoni Biondi (16 giugno 1921 - 14 dicembre 1922 nominato delegato apostolico negli Stati Uniti d'America)
- Arcivescovo Francesco Marchetti Selvaggiani (15 dicembre 1922 - 30 giugno 1930 creato cardinale)
- Arcivescovo Carlo Salotti (30 giugno 1930 - 20 dicembre 1935 creato cardinale)
- Arcivescovo Celso Costantini † (20 dicembre 1935 - 12 gennaio 1953 creato cardinale)
- Arcivescovo Filippo Bernardini † (15 gennaio 1953 - 26 agosto 1954 deceduto)
- Arcivescovo Pietro Sigismondi † (27 settembre 1954 - 25 maggio 1967 deceduto)
- Arcivescovo Sergio Pignedoli † (10 giugno 1967 - 26 febbraio 1973 nominato presidente del Segretariato per i non cristiani)
- Arcivescovo Bernardin Gantin † (26 febbraio 1973 - 19 dicembre 1975 nominato vicepresidente della Pontificia commissione "Justitia et Pax")
- Cardinale Duraisamy Simon Lourdusamy † (19 dicembre 1975 - 30 ottobre 1985 nominato prefetto della Congregazione per le Chiese orientali)
- Arcivescovo José Tomás Sánchez † (30 ottobre 1985 - 21 giugno 1991 dimesso)
- Arcivescovo Josip Uhač † (21 giugno 1991 - 18 gennaio 1998 deceduto)
- Arcivescovo Marcello Zago, O.M.I. † (28 marzo 1998 - 1º marzo 2001 deceduto)
- Arcivescovo Robert Sarah (1º ottobre 2001 - 7 ottobre 2010 nominato presidente del Pontificio consiglio "Cor Unum")
- Arcivescovo Savio Hon Tai-Fai, S.D.B. (23 dicembre 2010 - 28 settembre 2017 nominato nunzio apostolico in Grecia)
- Arcivescovo Protase Rugambwa (9 novembre 2017 - 5 giugno 2022 cessato)

### Segretari aggiunti
- Arcivescovo Duraisamy Simon Lourdusamy † (2 marzo 1971 - 26 febbraio 1973 nominato segretario del medesimo dicastero)
- Arcivescovo Charles Asa Schleck, C.S.C. † (10 febbraio 1995 - 2001 ritirato)
- Arcivescovo Albert Malcolm Ranjith Patabendige Don (1º ottobre 2001 - 29 aprile 2004 nominato nunzio apostolico in Indonesia e Timor Est)
- Arcivescovo Henryk Hoser, S.A.C. † (22 gennaio 2005 - 24 maggio 2008 nominato arcivescovo, titolo personale, di Varsavia-Praga)
- Arcivescovo Piergiuseppe Vacchelli (24 maggio 2008 - 26 giugno 2012 ritirato)
- Arcivescovo Protase Rugambwa (26 giugno 2012 - 9 novembre 2017 nominato segretario del medesimo dicastero)
- Arcivescovo Giovanni Pietro Dal Toso (9 novembre 2017 - 5 giugno 2022 cessato)

### Sottosegretari
- Monsignore Giovanni Brunelli † (1834 - 1837 dimesso)
- Monsignore Giulio Chiavoni † (? - 1952 dimesso)
- Monsignore Carlo Corvo † (1952 - 1960 dimesso)
- Presbitero Edoardo Pecoraio † (1961 - 28 dicembre 1971 nominato nunzio apostolico a Malta)
- Monsignore Giovanni Battista Reghezza † (1973 - 1976 dimesso)
- Monsignore Tiziano Scalzotto † (1976 - 1986 dimesso)
- Presbitero Charles Asa Schleck, C.S.C. † (1º novembre 1986 - 10 febbraio 1995 nominato segretario aggiunto del medesimo dicastero)
- Monsignore Luigi Ghidoni † (1995 - settembre 2001 dimesso)
- Presbitero Massimo Cenci, P.I.M.E. (1º ottobre 2001 - 11 maggio 2012 dimesso)
- Presbitero Tadeusz Wojda, S.A.C. (24 luglio 2012 - 12 aprile 2017 nominato arcivescovo di Białystok)
- Presbitero Ryszard Szmydki, O.M.I. (28 settembre 2017 - 5 giugno 2022 cessato)

## Archivi
L'archivio corrente è nella sede di Piazza di Spagna. Dal 2000 l'archivio storico è sul Monte Gianicolo e raccoglie più di 400 anni di storia lungo 3 km lineari di documenti.